# Vicente López Portaña

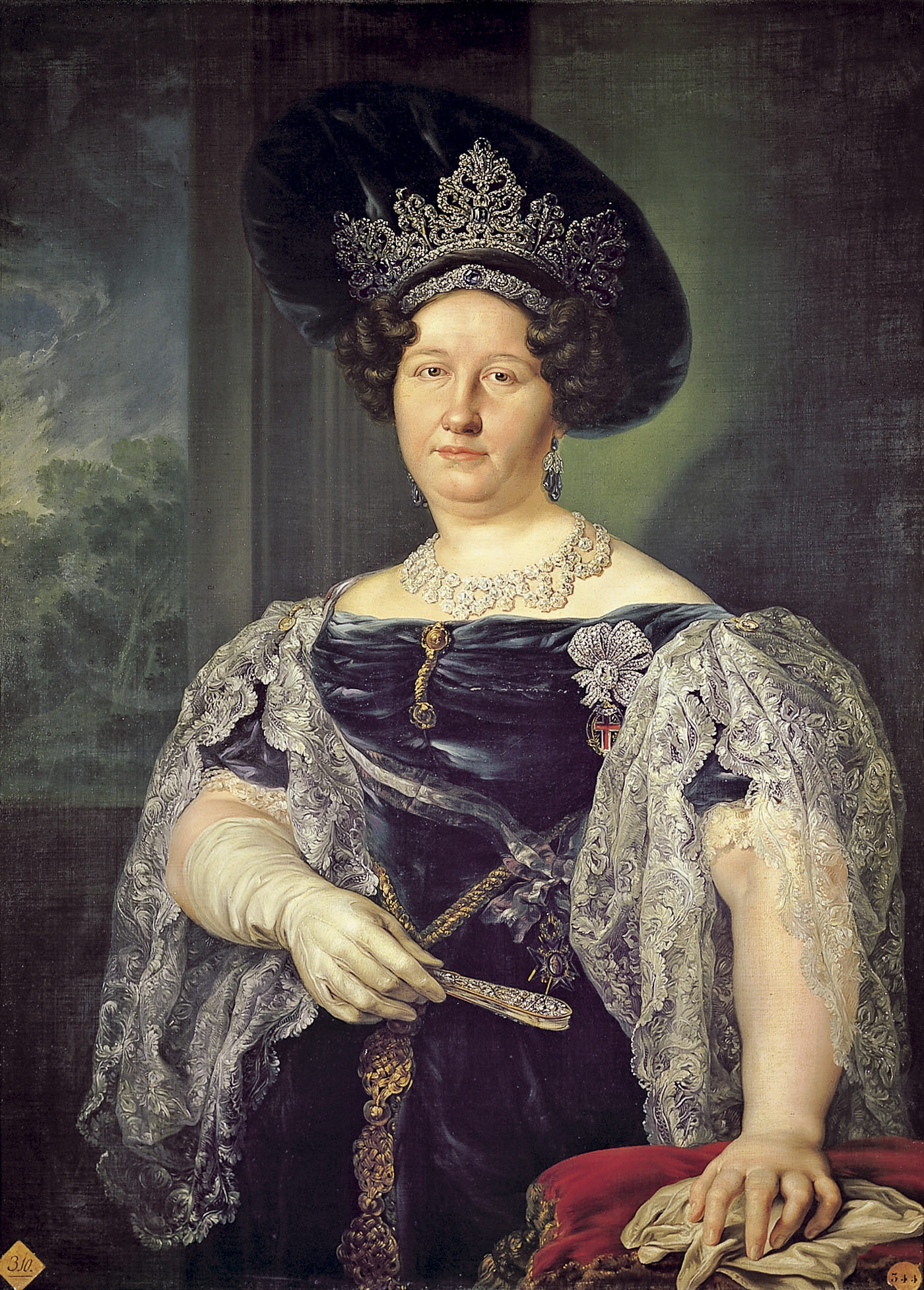
Portret van de koningin van de twee Siciliën (1831), beter bekend als Maria Isabella van Spanje (1789-1848) in de Real Academia de Bellas Artes de San Fernando

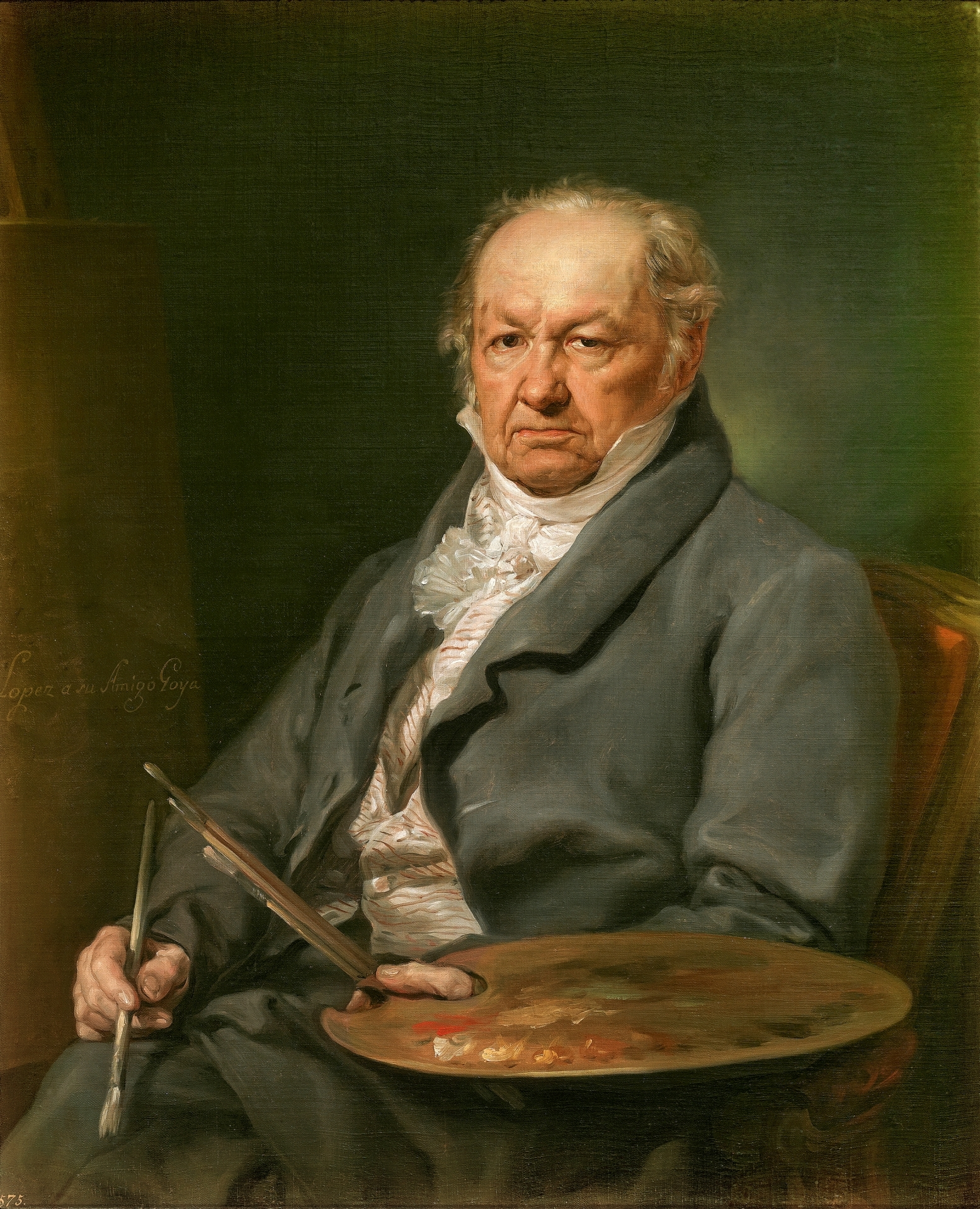
Goya door Vicente López Portaña

Vicente López Portaña (Valencia, 19 september 1772 – Madrid, 22 juli 1850) was een Spaans kunstschilder. Hij wordt beschouwd als de beste portretschilder van zijn tijd.
Zijn ouders waren Cristóbal López Sanchordi en Manuela Portaña Meer. Vicente López leerde schilderen vanaf zijn dertiende levensjaar. Hij kreeg les van Antonio de Villanueva, een franciscaan en studeerde aan de Academie van San Carlos in zijn geboortestad. Toen hij zeventien was ontving hij een eerste prijs voor tekenen en kleuren waardoor hij mocht studeren aan de prestigieuze Real Academia de Bellas Artes de San Fernando in Madrid. Daar werd hij drie jaar lang onderricht door de Valenciaanse schilder Mariano Salvador Maella.
Vicente López keerde in 1794 terug naar Valencia en werd vice-directeur van de academie waar hij tijdens zijn jeugd had gestudeerd. In 1795 huwde hij met Maria Piquer. Hun twee zonen werden ook schilders maar hadden weinig succes.

## López als hofschilder
Toen koning Karel IV in 1802 de stad Turia bezocht benoemde hij López tot erehofschilder. Zijn eerste opdrachten voerde hij met succes uit. Hij was reeds goed bekend toen koning Ferdinand VII hem in 1814 naar zijn hof riep en hem tot officieel hofschilder benoemde als opvolger van Francisco Goya. Hij werd ook aangesteld als tekenleraar van de tweede vrouw van de koning, Maria Isabella van Portugal en later van zijn derde vrouw Maria Josepha van Saksen. In 1817 bracht hij het tot directeur van de Real Academia de Bellas Artes de San Fernando.
Vicente López was een volleerd schilder die religieuze, allegorische, historische en mythologische scènes schilderde maar hij legde zich vooral toe op het schilderen van portretten. Gedurende zijn lange carrière maakte hij portretten van zowat alle bekende personen van het Spaanse openbaar leven.
In 1826 kreeg hij de kans om een portret van Francisco Goya te schilderen toen Goya in Bordeaux woonde en het Spaans hof bezocht. Goya was toen tachtig jaar oud en zou twee jaar later sterven. Toen López stierf was hij hofschilder van koningin Isabella II.

## Zijn stijl
Vicente López was een neoclassicist maar in zijn stijl zijn nog sporen van rococo terug te vinden. Vooral zijn meesterlijke manier van tekenen, alhoewel niet strak, plaatst hem bij de neoclassicisten. Hij was de beste Spaanse schilder van zijn tijd, alleen voorafgegaan door Goya. Een van zijn rivalen was Agustín Esteve Marqués. Zijn stijl is zeker beïnvloed door het werk van Anton Raphael Mengs.
- Biblioteca Nacional de España: XX978556
- Catàleg d'autoritats de noms i títols de Catalunya: 981058516307306706
- Gemeinsame Normdatei: 122041240
- International Standard Name Identifier: 0000 0001 1639 5578
- Library of Congress Control Number: n82050807
- Nationale Bibliotheek van Israël: 987007276727905171
- Nederlandse Thesaurus van Auteursnamen: 12054590X
- RKD-Nederlands Instituut voor Kunstgeschiedenis: 50884
- SNAC: w6np3fvb
- Système universitaire de documentation: 07028492X
- Union List of Artist Names: 500010518
- Virtual International Authority File: 50098683
- WorldCat: E39PBJcKJFBDDpfXPKKqDY3PcP